# Płakowice (przystanek kolejowy)
Płakowice – zlikwidowany w 1991 przystanek osobowy (dawniej stacja kolejowa) w Lwówku Śląskim, w Polsce. Został on oddany do użytku 1 grudnia 1895 razem z linią kolejową z Lwówka Śląskiego do Nowej Wsi Grodziskiej.

## Położenie
Przystanek osobowy jest położony we wschodniej częścią miasta Lwówek Śląski (w Płakowicach), przy drodze wojewódzkiej nr 364. Administracyjnie znajduje się on w województwie dolnośląskim, w powiecie lwóweckim, w gminie Lwówek Śląski.
Przystanek jest zlokalizowany na wysokości 220 m n.p.m.

## Historia

### Do 1945
Powstanie dawnej stacji wiązało się z doprowadzeniem linii kolejowej z Lwówka Śląskiego do Nowej Wsi Grodziskiej, która została wybudowana jako rekompensata za likwidację Jednostki Wojskowej w Lwówku Śląskim. Odcinek ten oddano do użytku 1 grudnia 1895.
W 1913 wybudowano ze stacji bocznicę do Domu Opieki Społecznej.

### Po 1945
W 1945 przystanek ten przeszedł w zarząd Polskich Kolei Państwowych. Po 1989 następował regres sieci kolejowej w Polsce. Wtedy to 1 października 1991 zlikwidowano połączenie pasażerskie między stacjami Jerzmanice Zdrój a Lwówek Śląski. Całkowite zamknięcie linii biegnącej przez przystanek nastąpiło w 1992.

## Linie kolejowe
Płakowice były 12. punktem eksploatacyjnym na dawnej linii kolejowej nr 284 Legnica - Pobiedna - granica państwa (45,609 km).

## Infrastruktura
Na przystanku znajdowała się nieduża wiata, wc oraz peron

## Połączenia
| Okres   | Stacja docelowa                                    | Liczba połączeń | Źródło |
| ------- | -------------------------------------------------- | --------------- | ------ |
| 1946/47 | Bolesławiec                                        | 2               | [ 5 ]  |
| 1970/71 | Legnica Lwówek Śląski Jelenia Góra Świeradów Zdrój | 3 2 1           | [ 6 ]  |
| 1990/92 | Jelenia Góra Legnica                               | 4               | [ 7 ]  |